# Арчибальд Лейтч
Арчибальд «Арчі» Лейтч (англ. Archibald "Archie" Leitch; 27 квітня 1865 — 25 квітня 1939) — шотландський архітектор, найбільш відомий з проектування футбольних стадіонів у Великій Британії та Ірландії.
Стадіони, побудовані за проектами Лейтч, вважаються більшою мірою функціональними, ніж естетично вишуканими. У них явно простежується вплив ранніх індустріальних проектів автора. Типовий стадіон, побудований за його проектом, складається з двоярусних трибун з перехресними сталевими балюстрадами спереду верхніх ярусів, і накритий похилим дахом, що завершується над футбольним полем.
Навіть після трагедії 1902, коли 25 людей загинули після обвалу трибуни на «Айброкс Парк», архітектурні проекти Лейтча продовжували мати попит. Протягом майже чотирьох наступних десятиліть він був головним футбольним архітектором Великої Британії. Загалом  він сконструював, частково або повністю, понад  30 британських стадіонів з 1899 по 1939 роки.

## Відомі роботи

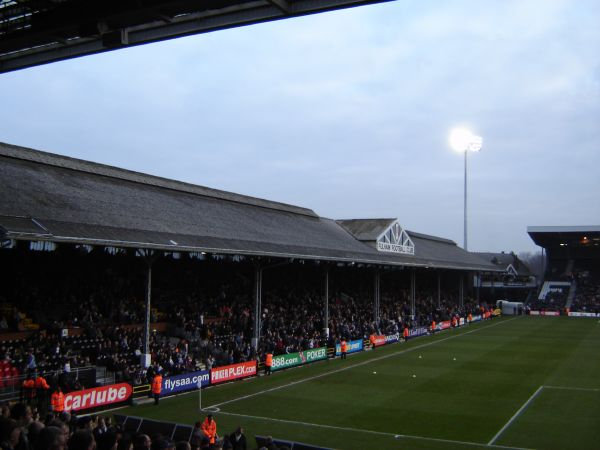
Трибуна імені Джоні Хейнска на «Крейвен Коттедж», домашньому полі «Фулхема».

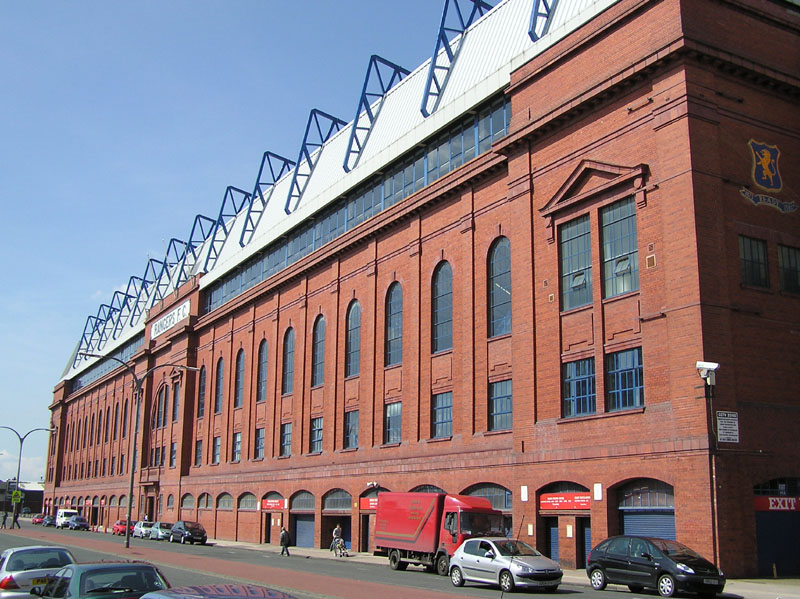
Головна трибуна стадіону «Айброкс».

| Назва             | Рік Будівництва | Команда                                                 | Місто         | Примітки                     |
| Айброкс           | 1899            | Рейнджерс (з 1899)                                      | Глазго        |                              |
| Бремолл Лейн      | 1855            | Шеффілд Юнайтед (1889)                                  | Шеффілд       |                              |
| Вілла Парк        | 1897            | Астон Вілла (з 1897)                                    | Бірмінгем     |                              |
| Віндзор Парк      | 1905            | Лінфілд (з 1905)                                        | Белфаст       |                              |
| Вайт Гарт Лейн    | 1899            | Тоттенгем Готспур (1899-2017)                           | Лондон        | закритий 2017                |
| Веллі Перейд      | 1886            | Бредфорд Сіті (з 1903)                                  | Бредфорд      |                              |
| Вест Гем Стедіум  | 1928            | Вест Гем Юнайтед (1928-1972)                            | Лондон        | закритий 1972                |
| Гайд Парк         | 1887            | Манчестер Сіті (1887-1923)                              | Манчестер     | закритий 1923                |
| Гіллсборо         | 1899            | Шеффілд Венсдей (з 1899)                                | Шеффілд       |                              |
| Гудісон-Парк      | 1892            | Евертон (з 1892)                                        | Ліверпуль     |                              |
| Далімаунт Парк    | 1901            | Богеміан (з 1901)                                       | Дублін        |                              |
| Делл              | 1898            | Саутгемптон (1897-2001)                                 | Саутгемптон   | закритий 2001                |
| Денс Парк         | 1899            | Данді (з 1899)                                          | Данді         |                              |
| Діпдейл           | 1878            | Престон Норт-Енд (з 1881)                               | Престон       |                              |
| Ейрсом Парк       | 1903            | Мідлсбро (1903-1997)                                    | Мідлсбро      |                              |
| Енфілд Роуд       | 1884            | Евертон (1884-1892) Ліверпуль                           | Ліверпуль     |                              |
| Івуд Парк         | 1882            | Блекберн Роверз (з 1882)                                | Блекберн      |                              |
| Селтік Парк       | 1982            | Селтік (з 1897)                                         | Глазго        |                              |
| Стемфорд Бридж    | 1877            | Челсі (з 1905)                                          | Лондон        |                              |
| Кардіфф Армс Парк | 1882            | Cardiff Athletic Club                                   | Кардіфф       |                              |
| Крейвен Коттедж   | 1896            | Фулхем (1896-2002; з 2004)                              | Лондон        |                              |
| Лідс Роуд         | 1908            | Гаддерсфілд Таун (1908-1994) Бредфорд Сіті (1985)       | Гаддерсфілд   | закритий 1994                |
| Ленсдаун Роуд     | 1872            | Збірна Ірландії (1872-2006)                             | Дублін        | закритий 2006                |
| Молінью           | 1889            | Вулвергемптон Вондерерз (з 1889)                        | Вулвергемптон |                              |
| Олд Ден           | 1909            | Міллволл (1909-1993)                                    | Лондон        | закритий 1993                |
| Олд Траффорд      | 1909            | Манчестер Юнайтед (з 1910)                              | Манчестер     |                              |
| Піттодрі          | 1899            | Абердин (з 1903)                                        | Абердин       |                              |
| Реґбі Парк        | 1899            | Кілмарнок (з 1899)                                      | Кілмарнок     |                              |
| Рокер Парк        | 1898            | Сандерленд (1898-1997)                                  | Сандерленд    | закритий 1997                |
| Селгерст Парк     | 1924            | Крістал Пелес (з 1924)                                  | Лондон        |                              |
| Солтергейт        | 1871            | Честерфілд (1871-2010)                                  | Честерфілд    | закритий 2010                |
| Сомерсет Парк     | 1888            | Ейр Юнайтед (з 1910)                                    | Ер            |                              |
| Старкс Парк       | 1891            | Рейт Роверз (з 1891)                                    | Керколді      |                              |
| Тайнкасл Парк     | 1886            | Гарт оф Мідлотіан (з 1886)                              | Единбург      |                              |
| Твікенем          | 1907            | Збірна Англії (з 1907)                                  | Лондон        |                              |
| «Гайбері»         | 1913            | Арсенал (1913-2006)                                     | Лондон        | закритий та зруйнований 2006 |
| Фраттон Парк      | 1899            | Портсмут (з 1899)                                       | Портсмут      |                              |
| «Хемпден Парк»    | 1903            | Квінз Парк (з 1903) Збірна Шотландії з футболу (з 1906) | Глазго        |                              |
| Хом Парк          | 1893            | Плімут Аргайл (з 1893)                                  | Плімут        |                              |

Деякі споруди архітектора Лейтча були зруйновані під час подальшої реконструкції (особливо після доповіді Тейлора і перебудови стадіонів в повністю сидячі), наприклад, трибуна «Триніті Роуд» на «Вілла Парк», яка вважалася однією з його найкращих робіт, була зруйнована у 2000 році. На теперішній час збереглися головна трибуна і павільйон на «Крейвен Котедж», а також фасад головної трибуни на «Айброкс» (хоча сама трибуна була реконструйована);  обидві трибуни на  даний час перебувають під охороною держави як пам'ятки архітектури.